# São Miguel da Baixa Grande
São Miguel da Baixa Grande est une municipalité brésilienne située dans l'État du Piauí.